# Kabupaten Sijunjung
Kabupaten Sijunjung (indonesiska: Kabupaten Sawahlunto Sijunjung) är ett kabupaten i Indonesien.   Det ligger i provinsen Sumatera Barat, i den västra delen av landet, 800 km nordväst om huvudstaden Jakarta. Antalet invånare är 201 823.